# Чертко, Николай Константинович
Никола́й Константи́нович Чертко́ (бел. Мікалай Канстанцінавіч Чартко; 8 января 1934, Мостытычи, Новогрудское воеводство — 26 октября 2024) — геохимик, почвовед, доктор географических наук, профессор.

## Биография
Родился 8 января 1934 года в крестьянской семье в деревне Мостытычи, ныне Барановичского района Брестской области.
Учился в начальной школе в родной деревне в военные годы. В 1945 году был переведен в пятый класс Городищенской средней школы, затем поступил на географический факультет БГУ.
Первый учебный год (1951/52) из-за неудачной попытки поступления в БГУ работал учителем четвертого класса Ялуцевичской семилетней школы Барановичского района без специальной педагогической подготовки, позже итоги выпускных экзаменов в четвертом классе подтвердили право молодого учителя на педагогическую деятельность.
В 1952 году после второй попытки поступил на географический факультет БГУ. Со второго курса проявлял интерес к научной работе. Под руководством В. А. Дементьева были выполнены две научные работы, которые на конкурсе студенческих работ были отмечены Почетными грамотами Министерства образования БССР.
После окончания БГУ в 1957 году был отправлен в Дрогичинском районе, где в Детковичской средней школе работал в течение двух учебных лет (1957—1959). Опыт научных исследований позволил продолжить работу по изучению природы Дрогичинского района с учениками старших классов. Эти же материалы Чертко использовал для написания реферата при поступлении в аспирантуру.
В 1959 году по предложению профессора О. Ф. Якушко поступил в аспирантуру БГУ. Под руководством академика И. С. Лупиновича выполнил работу по теме «Микроэлементы в почве юго-западной части Брестского Полесья». После окончания аспирантуры в 1962 году был направлен младшим научным сотрудником в НИЛ биогеохимии почв (НИЛ экологии ландшафтов) на географическом факультете БГУ.
В 1962—1964 годах избирался заместителем секретаря партбюро географического факультета БГУ, с 1964 по 1966 год — членом партийного комитета БГУ. В 1966—1969 годы вновь был избран заместителем секретаря партбюро географического факультета по организационной работе.
В 1969 году стал старшим преподавателем кафедры почвоведения и геологии БГУ и продолжил исследования в лаборатории биогеохимии почв, разработал и читал курс «Геохимия ландшафта», готовил к изданию учебные пособия по читаемым курсам. В 1970 году совершил семидневное научно-познавательное путешествие по Италии.
После утверждения ВАК СССР в звании доцента был избиран доцентом кафедры почвоведения и геологии БГУ. Продолжил исследования по разработке способов оптимизации почв. С 1980 года проводил обобщение научного материала и дополнительное исследование по геохимии агроландшафтов Белоруссии.
В 1981 году приступил к выполнению научно-исследовательского проекта «Изучение изменений свойств и структуры почвенного покрова мелиорируемых территорий Поозерья, Полесья и Центральной Белоруссии».
С 1980 по 1990 год работал над темой докторской диссертации «Геохимия агроландшафтов Белоруссии и их оптимизация» под руководством доктора географических наук профессора МГУ М. А. Глазовской.
С января 1983 года был назначен заместителем декана по факультета общественных профессий по географическому факультету.
11 апреля 1991 года в специализированном Совете географического факультета МГУ им. М. В. Ломоносова защитил докторскую диссертацию «Геохимия агроландшафтов Беларуси и их оптимизация». 3 марта 1992 года был избран на должность рофессора кафедры почвоведения и геологии. 17 сентября 1993 года ВАК СССР присвоил звание профессора.
С 2001 года руководил НИР «Оценка геохимической структуры ландшафтов Белоруссии и устойчивости осушенных природных комплексов для целей разработки прогноза их эволюции».

## Научная деятельность

### Направление научных исследований
Микроэлементы в почвах республики Беларусь и эффективность микроудобрений; геохимия агроландшафтов Белоруссии и их оптимизация; агроэкологические основы эффективного использования сельскохозяйственных угодий на основе оптимизации основных свойств почв; геохимическая структура и геохимическое разнообразие ландшафтов Белоруссии; геохимия выработанных торфяников Белорусского Полесья и их использование; техногенное давление на ландшафты Белорусского Полесья: исследование, адаптация, создание методического, программного обеспечения курсов геоинформационных систем на географическом факультете, геохимия урболандшафтов.

### Научная деятельность
В период преддипломной практики под руководством профессора О. Ф. Якушко выполнял исследования по теме «Физико-географическая характеристика зоны Молчадской МТС Барановичского района».
После окончания аспирантуры в 1962 году был направлен младшим научным сотрудником в НИЛ биогеохимии почв (НИЛ экологии ландшафтов) на географическом факультете БГУ. Научная работа в лаборатории включала исследование содержания физиологически значимых микроэлементов в почвах, водах и растениях Белоруссии. Устанавливалась эффективность микроудобрений при выращивании ведущих сельскохозяйственных культур на территории госсортоучастков. Изучалось влияние степени окультуренности и мелиорирования почв на содержание в них микроэлементов. Результаты исследований отражены в коллективной монографии «Микроэлементы в почвах БССР и эффективность микроудобрений» и в кандидатской диссертации «Содержание и закономерности распределения микроэлементов в восточной части Брестского Полесья».
С 1977 года приступил к чтению нового курса лекций «Математические методы в географии». Издал программы и учебно-методические пособия по всем читаемым курсам. Разрабатывал и читал курс «Технические средства обучения и их применение в географии».
С 1980-х годов занимался популяризацией науки. Написал серию статей для Белорусской советской энциклопедии, издал пособие «Жыццё глебы» (1976), пишал статьи для «Хрестоматии по географии для средней школы» (1989), участвовал в трех изданиях учебного пособия «Полевая и лабораторная практика по почвоведению».
Научные исследования в 1980—1990-е годы разносторонние: разработка приемов оптимизации фундаментальных свойств минеральных и органогенных почв; изучение агрохимических свойств и плодородия почв для обоснования приемов их оптимизации; разработка способов формирования высокопродуктивных и экологически устойчивых сельскохозяйственных угодий; разработка агроэкологических основ и экологически обоснованной технологии повышения продуктивности и устойчивости торфяных почв.
На основе результатов научных исследований были составлены «Рекомендации..» (1983, 1993) для производства по оптимизации почв способом землевания и торфования. По этим способам защищены авторские свидетельства в 1984 и 1989 годах.
В 1981 году Чертко приступил к выполнению научно-исследовательского проекта «Изучение измерений свойств и структуры почвенного покрова мелиорируемых территорий Поозерья, Полесья, и Центральной Белоруссии». Результаты исследований были обобщены в монографии «Эволюция почв мелиорируемых территорий Белоруссии» (1990).
Продолжал ознакомительные поездки в 1976—1977 годах по ряду стран: Турция (Стамбул), Греция (Афины), Египет (Александрия — Каир — Гиза — Луксор). В 1986 году ознакомился с природой, хозяйством, историей и культурой Румынии и Венгрии.
В эти же годы во время повышения квалификации в МГУ совершил научно-познавательную экскурсию с охватом лесостепной, степной, сухостепной, субтропической природных зон по маршруту: Москва — Ясная Поляна — Спасское-Лутовиново — Окский заповедник — Центрально-Чернозёмный заповедник — Белгород — Харьков — Днепропетровск — Запорожье — Мелитополь — Джанкой — Симферополь — Никитский ботанический сад — Ялта.
Проводил научные исследования в русле углубления геохимического изучения ландшафтов Белоруссии по теме «Эколого-геохимический анализ и оценка ландшафтов Белоруссии».
Руководил НИР «Исследование, адаптация, создание методического программного обеспечения курсов геоинформационных систем на географическом факультете» (2000—2002). Разрабатывал ГИС-технологии по курсам «Население», «Геохимическая экология», «Геохимия».
С 2001 года — руководитель НИР «Оценка геохимической структуры ландшафтов Беларуси и устойчивости осушенных природных комплексов для целей разработки прогноза их эволюции» (2001—2005) и «Техногенная геохимическая трансформация ландшафтов Беларуси и ее оценка с использованием математических методов» (2002—2004).
Впервые Чертко составлена и издана карта «Геохимические ландшафты» для «Национального атласа Республики Беларусь» (2002).
Чертко автор обозрений, рецензий на многочисленные монографии и учебные пособия, научно-исследовательских проектов. Заложил основы геохимии агроландшафтов.

## Награды и научные звания
В 1970 году в ознаменование 100-летие со дня рождения В. И. Ленина был награждён Юбилейной медалью Президиума Верховного Совета СССР «За доблестный труд».
В 1971 году был награждён Грамотой Верховного Совета БССР за успехи в развитии высшего образования и науки, подготовке и воспитанию специалистов для народного хозяйства и в связи с 50-летия со дня основания БГУ.
За активную учебно-методическую, научно-исследовательскую и общественную работу неоднократно награждался Почетными грамотами Министерства Образования Республики Беларусь, ректората БГУ и географического факультета, медалью «Ветеран труда» (1975).
За успешное руководство научными исследованиями студентов Министерство образования Республики Беларусь наградило Чертко почетной грамотой в 2001 году и дипломом за многолетнюю научно-педагогическую деятельность в 2002 году.
Присвоено звание «Заслуженный работник БГУ».

## Научные труды
Опубликовано более 300 научных и учебно-методических работ.
Основные монографии: «Жыццё глебы» (1976), «Микроэлементы в почвах БССР и эффективность микроудобрений» (1970), «Эволюция почв мелиорируемых территорий Белоруссии» (1990), Почвенно-экологические основы оптимизации сельскохозяйственных угодий Беларуси (2000), Структура географической среды и ландшафтное разнообразие Беларуси (2005).
Основные научные статьи:
- Чертко, Н. К. Теория, методика и практика геохимических исследования урболандшафтов / Н. К. Чертко, А. А. Карпиченко // Вестник БГУ. Сер. 2. Химия. Биология. География. — 2016. — № 3. — С. 129—132.
- Урболандшафты г. Пинска: классификация, эколого-геохимическая оценка, способы оптимизации / Г. И. Марцинкевич, И. И. Счастная, Н. К. Чертко, А. А. Карпиченко, А. А. Звозников // Вестн. Белорус. ун-та. Сер. 2. — 2015. — № 3. — C. 72-77.
- Чертко, Н. К. Атмосферные выпадения на почвы Белорусского Полесья / Н. К. Чертко, А. А. Карпиченко // Грунтознавство. — 2015. — Т.16. — № 1-2. — С. 26-35.
- Оценка эколого-ландшафтных и техногенных ситуаций Белорусского Полесья / Г. И. Марцинкевич, И. И. Счастная, Н. К. Чертко, А. А. Карпиченко, А. А. Звозников // Вестн. Белорус. ун-та. Сер. 2. — 2014. — № 3. — C. 86-91.
- Чертко, Н. К. Исследование и картографирование техногенной нагрузки на современные ландшафты Белорусского Полесья / Н. К. Чертко, А. А. Карпиченко // Вісник Одеського національного університету. Серія географічні та геологічні науки. — 2014. — Том 19. — Випуск 3 (22). — С. 22-28.
- Чертко, Н. К. Техногенные нагрузки на ландшафты Белорусского Полесья / Н. К. Чертко, А. А. Карпиченко // Вестн. Белорус. ун-та. Сер. 2. — 2013. — № 2. — C. 62-65.
- Чертко, Н. К. Геохимическая структура ландшафтов Беларуси / Н. К. Чертко, А. А. Карпиченко // Вестн. Белорус. ун-та. Сер. 2. — 2011. — № 3. — C. 121—124.
- Zhoomar, P.V. Ecogeochemistry of technogenic landscapes: situational approach / P.V. Zhoomar, N.K. Chartko, A.A. Karpichenka // Грунтознавство. — 2011. — Т.12. — № 3-4. — С. 5-11.
- Chartko N.K., Zhoomar P.V., Karpichenko A.A. Geochemical structure landscapes and soils // Ecology and noospherology (Ukraine). — 2011. — Т. 22. — № 1-2. — P. 30-39.
- Ландшафты выработанных торфяных месторождений полесских районов Брестской области / Н. К. Чертко, П. В. Жумарь, А. А. Карпиченко, В. А. Ракович // Вестн. Белорус. ун-та. Сер. 2. — 2010. — № 3. — C. 93-97.
- The geochemistry of technogenic landscapes: theory and practice / P. Zhoomar, A. Karpichenka, M. Chartko // Methodology of landscape research: Dissertations Commission of Cultural Landscape. — Sosnowiec: Commission of Cultural Landscape of Polish Geographical Society, 2008. — № 9. — P. 170—190.
- Геохимическая структура как основа оценки ландшафтного разнообразия / Н. К. Чертко, А. А. Карпиченко, П. В. Жумарь, Т. А. Сергиеня // География и природные ресурсы. — 2006. — № 3. — С. 137—141.